# Joachim Schnabel
Joachim Schnabel (* 10. August 1976 in Wagna, Steiermark) ist ein österreichischer Politiker der Österreichischen Volkspartei (ÖVP). Seit 2010 ist er Bürgermeister der Gemeinde Lang, seit dem 23. Oktober 2019 ist er Abgeordneter zum Nationalrat.

## Leben

### Ausbildung und Beruf
Joachim Schnabel besuchte nach der Volksschule in Lang und Lebring-Sankt Margarethen die Hauptschule in Lebring-Sankt Margarethen sowie im Schuljahr 1990/91 die HTBLVA Graz-Ortweinschule, Fachrichtung Tiefbau-Holzbau. Anschließend absolvierte er eine Lehre zum Tischler. Ab 1995 besuchte er die Fachakademie für Innenausbau und Raumgestaltung am Wirtschaftsförderungsinstitut (WIFI) Graz, die er 1998 mit Diplom abschloss. 1998 legte er außerdem die Meisterprüfung, die Unternehmerprüfung und die Studienberechtigungsprüfung für die Fachrichtungen Architektur und Bauingenieurwesen ab. 1996 absolvierte er den Präsenzdienst, anschließend war er als Tischler, in der Arbeitsvorbereitung und im Projektmanagement tätig. Von 2004 bis 2009 unterrichtete er am WIFI Graz. Schnabel ist verheiratet und Vater dreier Kinder.

### Politik
Schnabel gehörte ab 2005 dem Gemeinderat in Lang an, wo er 2008 Vizebürgermeister und ÖVP-Ortsparteiobmann sowie 2010 als Nachfolger von Johann Maier Bürgermeister wurde. Im Bezirk Leibnitz ist er seit 2008 Mitglied des ÖVP-Bezirksparteivorstandes, 2013 wurde er Bezirksparteiobmann-Stellvertreter und 2017 Bezirksparteiobmann. Im Wirtschaftsbund wurde er 2009 Obmann-Stellvertreter der Ortsgruppe Lang und 2018 Obmann-Stellvertreter im Bezirk Leibnitz. Seit 2018 ist er außerdem Mitglied des Landesvorstandes des Steiermärkischen Gemeindebundes und Gemeindebundobmann des Bezirkes Leibnitz.
Bei der Nationalratswahl 2019 kandidierte er für die ÖVP als Spitzenkandidat im Regionalwahlkreis Weststeiermark. Am 23. Oktober 2019 wurde er zu Beginn der XXVII. Gesetzgebungsperiode als Abgeordneter zum österreichischen Nationalrat angelobt. Im Februar 2023 übernahm er im ÖVP-Parlamentsklub von Therese Niss die Funktion des Bereichssprechers für Forschung, Innovation und Wasserstoff.
Für die Nationalratswahl 2024 wurde er hinter Kurt Egger und Corinna Scharzenberger auf Platz drei der Landesliste der ÖVP Steiermark gereiht. In der XXVIII. Gesetzgebungsperiode wurde er Bereichssprecher für Verkehr.